# 5960 Wakkanai
5960 Wakkanai (1989 US) là một tiểu hành tinh vành đai chính được phát hiện ngày 21 tháng 10 năm 1989 bởi M. Mukai và Takeishi ở Kagoshima.